# Goodness Gracious
Goodness Gracious is een nummer van de Britse zangeres Ellie Goulding uit 2014. Het is derde en laatste single van haar derde Halcyon Days, de heruitgave van haar tweede studioalbum Halcyon.
Volgens Goulding gaat het nummer over wanneer je jezelf erop betrapt dat je zelf ook niet altijd eerlijk bent. "Goodness Gracious" kende het meeste succes op de Britse eilanden. Het nummer bereikte in het Verenigd Koninkrijk de 5e positie. In Nederland behaalde de plaat de hitlijsten niet, terwijl het in Vlaanderen op de 5e positie in de Tipparade terechtkwam.